# Parafia św. Marcina w Żelaźnie
Parafia św. Marcina – rzymskokatolicka parafia położona w Żelaźnie, w metropolii wrocławskiej, diecezji świdnickiej, w dekanacie lądeckim. Od 2021 proboszczem parafii jest ks. Bartłomiej Łuczak. 

## Świątynie
- Kościół św. Marcina w Żelaźnie
- Kościół Matki Bożej Jasnogórskiej w Marcinowie